# Kussmaul-ademhaling
Kussmaul-ademhaling is een abnormaal (pathologisch) ademhalingspatroon, gekenmerkt door zeer diep, snakkend ademen. Het is een onbewust mechanisme dat dient om verzuring (acidose) te compenseren door zoveel mogelijk koolstofdioxide uit te ademen.

Tweede grafiek van onderen toont Kussmaul-ademhaling

Kussmaul-ademhaling komt voor bij een ernstige metabole acidose, die vooral gezien wordt bij diabetische ketoacidose, als gevolg van een tekort aan insuline. Maar het komt ook voor bij nierfalen.

## Klinische bevindingen
De bloedgassen bij een patiënt met Kussmaul-ademhaling vertonen een lage partiële druk van kooldioxide, een lage bicarbonaatspiegel en een sterk negatieve base excess.

## Oorsprong van de naam
Dit type ademhaling is vernoemd naar Adolph Kussmaul, een 19e-eeuwse Duitse arts die dit voor het eerst beschreef, in 1874.